# Wiktor Kuźkin
Wiktor Grigorjewicz Kuźkin (ros. Виктор Григорьевич Кузькин; ur. 6 lipca 1940 w Moskwie, zm. 24 czerwca 2008 w Soczi) – radziecki hokeista, reprezentant ZSRR, trzykrotny olimpijczyk, trener hokejowy.

## Kariera i biografia
- CSKA Moskwa (1958-1976)

Przez całą karierę (1958–1976) występował w CSKA Moskwa i w reprezentacji ZSRR. W lidze radzieckiej rozegrał 530 spotkań i strzelił 71 goli. W reprezentacji ZSRR rozegrał 169 spotkań i strzelił 18 goli.
Uczestniczył w turniejach mistrzostw świata w 1963, 1964, 1965, 1966, 1967, 1968, 1969, 1970, 1971, 1972 oraz na zimowych igrzyskach olimpijskich 1964, 1968, 1972. Wziął także udział w Summit Series 1972.
Po zakończeniu kariery został trenerem. W latach 1988–1991 pracował w Japonii (wraz z nim Siergiej Szepielew) w mieście Kusira. W latach 1976–1999 pełnił funkcję trenera w klubie CSKA Moskwa. Od 1999 podjął pracę w CSK WWS Samara
Po śmierci innego hokeisty, Anatolija Firsowa, wraz z jego synem założył fundację jego imienia.
Zmarł 24 czerwca 2008 w Soczi na atak serca podczas kąpieli w morzu. Został pochowany na cmentarzu Wagańkowskim w Moskwie.

## Osiągnięcia
Reprezentacyjne
- Złoty medal mistrzostw świata: 1963, 1964, 1965, 1966, 1967, 1968, 1969, 1971
- Srebrny medal mistrzostw świata: 1972
- Złoty medal igrzysk olimpijskich:  1964, 1968, 1972

Klubowe
- Złoty medal mistrzostw ZSRR: 1959, 1960, 1961, 1963, 1964, 1965, 1966, 1968, 1970, 1971, 1972, 1973, 1975 z CSKA Moskwa
- Srebrny medal mistrzostw ZSRR: 1967, 1969, 1974 i 1976 z CSKA Moskwa
- Brązowy medal mistrzostw ZSRR: 1962 z CSKA Moskwa
- Puchar ZSRR: 1966, 1967, 1968, 1969, 1973 z CSKA Moskwa
- Puchar Europy: 1969, 1970, 1971, 1972, 1973 z CSKA Moskwa

## Wyróżnienia i odznaczenia
Wyróżnienia sportowe
- Zasłużony Mistrz Sportu ZSRR w hokeju na lodzie: 1963
- Galeria Sławy IIHF: 2005
- Rosyjska Galeria Hokejowej Sławy: 2014

Odznaczenia państwowe
- Order „Znak Honoru”: 1965, 1972
- Order Honoru: 2005